# Mary Ellen Avery
Mary Ellen Avery (Camden, 6 maggio 1927 – Wellesley, 4 dicembre 2011) è stata una pediatra statunitense.
È mondialmente conosciuta per la sua ricerca pionieristica nell'ambito della sindrome da distress respiratorio (RDS) in neonati prematuri; l'identificazione del deficit di surfactante polmonare come causa eziologica della RDS fu indispensabile per lo sviluppo dell'attuale approccio terapeutico.

## Biografia
Dopo aver conseguito, nel 1952, la laurea in medicina alla Johns Hopkins School of Medicine di Baltimora (Maryland), vi completò la specializzazione in pediatria nel 1957. Ricercatrice alla Harvard Medical School (1957-59), divenne assistente nel 1960, professore associato nel 1964 e professore ordinario nel 1969. Nel 1991 il Presidente degli Stati Uniti d'America George Bush le conferì la National Medal of Science per i suoi lavori sulla RDS.